# Dominik Nisandzic
Dominik Nisandzic (* 8. Juli 2006 in Wien) ist ein österreichischer Fußballspieler.

## Karriere

### Verein
Nisandzic begann seine Karriere beim Wiener Sportklub. Im September 2015 wechselte er in die Jugend des FK Austria Wien, bei dem er ab der Saison 2020/21 auch sämtliche Altersstufen in der Akademie durchlief. Zur Saison 2023/24 rückte er in den Kader der Amateure der Wiener. Sein Debüt in der Regionalliga gab er im Juli 2023. In seiner ersten Saison kam er zu 21 Einsätzen in der Ostliga. In der Saison 2024/25 absolvierte er alle 30 Partien, mit den Young Violets stieg er in die 2. Liga auf.
Sein Debüt in der 2. Liga gab Nisandzic im August 2025, als er am ersten Spieltag der Saison 2025/26 gegen den SKN St. Pölten in der Startelf stand.

### Nationalmannschaft
Nisandzic spielte zwischen Oktober 2022 und Juni 2023 fünfmal in der österreichischen U-17-Auswahl. Zwischen September 2023 und März 2024 kam er zu sieben Einsätzen im U-18-Team.